# 等覚寺 (横須賀市)
等覚寺（とうかくじ）は、神奈川県横須賀市久村にある日蓮宗の寺院。山号は栄久山。三浦三十三観音霊場16番札所。横須賀市指定文化財の千手観世音菩薩像を祀る。旧本山は身延山久遠寺、潮師法縁。

## 歴史
天正12年（1584年）等覚院日大を開山に創建。身延山久遠寺17世日新の勧めによるという。延宝7年（1679年）現在地に移転。現存の本堂、庫裡はその頃再建されたもの。

## 境内
- 本堂

## 仏像等
- 千手観世音菩薩像 （平安時代、御瀧神社（久村535）の神宮寺で明治時代の神仏分離で廃寺となった経塚山千手院の像を昭和5年（1930年）より祀る）
- 金剛力士像 （平安時代、近隣の丸山不動院から千手院を経て昭和5年（1930年）より祀る）

## 歴代
- 等覚院日大

## 参考資料
- 日蓮宗寺院大鑑編集委員会『宗祖第七百遠忌記念出版 日蓮宗寺院大鑑』大本山池上本門寺 (1981年)
- 横須賀郷土史研修会『横須賀の史跡を訪ねて』横須賀市教育委員会
- 「衣笠庄 久村」『大日本地誌大系』 第40巻新編相模国風土記稿5巻之113村里部三浦郡巻之7、雄山閣、1932年8月。NDLJP:1179240/152。